# Liste der Kulturdenkmäler in Lippoldsberg
Die Liste der Kulturdenkmäler in Lippoldsberg enthält alle Kulturdenkmäler in Lippoldsberg, einem Ortsteil von Wesertal im nordhessischen Landkreis Kassel, die in der vom Landesamt für Denkmalpflege Hessen 1988 herausgegebenen Denkmaltopographie veröffentlicht wurden.

## Legende
- Bezeichnung: Nennt den Namen, die Bezeichnung oder die Art des Kulturdenkmals.
- Lage: Nennt den Straßennamen und wenn vorhanden die Hausnummer des Kulturdenkmals. Die Grundsortierung der Liste erfolgt nach dieser Adresse. Der Link „Karte“ führt zu verschiedenen Kartendarstellungen und nennt die Koordinaten des Kulturdenkmals.
- Datierung: Gibt die Datierung an; das Jahr der Fertigstellung bzw. den Zeitraum der Errichtung. Eine Sortierung nach Jahr ist möglich.
- Beschreibung: Nennt bauliche und geschichtliche Einzelheiten des Kulturdenkmals, vorzugsweise die Denkmaleigenschaften.
- Objekt-Nr: Gibt, sofern vorhanden, die vom Landesamt für Denkmalpflege vergebene Objekt-ID des Kulturdenkmals an.

## Denkmalliste
| Bild                                                   | Bezeichnung                                            | Lage                                 | Beschreibung | Bauzeit                               | Daten |
| ------------------------------------------------------ | ------------------------------------------------------ | ------------------------------------ | --- | ------------------------------------- | ----- |
| Gasthaus                                               | Gasthaus                                               | Bergstraße 2 Lage                    | Gasthaus Zur Linde, zweigeschossiger Fachwerkrähmbau; rückwärtiger Anbau in angeglichenem Fachwerk des 19. Jh.                              | dat. 1743                             |       |
| Längsdielenhaus                                        | Längsdielenhaus                                        | Bergstraße 10 Lage                   | Längsdielenhaus - Mischkonstruktion mit traufseitigen Ständerwänden und Giebelseite in Rähmbauweise                                         | dat. 1743                             |       |
| Wohnhaus                                               | Wohnhaus                                               | Bergstraße 13 Lage                   | Wohnhaus | Um 1930                               |       |
| Fachwerkscheune                                        | Fachwerkscheune                                        | Bergstraße 15 Lage                   | Fachwerkscheune mit Mansarddach in Ständerkonstruktion mit Backsteinausfachung                                                              | Ende 19. Jh.                          |       |
| Fachwerkgebäude                                        | Fachwerkgebäude                                        | Bergstraße 17 Lage                   | Traufständiges zweigeschossiges Fachwerkgebäude                                                                                             | drittes Viertel 18. Jh.               |       |
| Fachwerkgebäude                                        | Fachwerkgebäude                                        | Bergstraße 20 Lage                   | Fachwerkgebäude mit erhaltenem Ständer- und jüngerem Rähmfachwerk                                                                           | Mitte 18. Jh.                         |       |
| Fachwerkhaus                                           | Fachwerkhaus                                           | Bergstraße 24 Lage                   | Fachwerkhaus - Traufständiger Ständerbau | 18. Jahrhundert                       |       |
| Rähmbau                                                | Rähmbau                                                | Bergstraße 26 Lage                   | Rähmbau | dat. 1773                             |       |
| Flurquerdielenhaus                                     | Flurquerdielenhaus                                     | Bergstraße 28 Lage                   | Flurquerdielenhaus – symmetrisches Rähmfachwerk                                                                                             | Mitte 19. Jh.                         |       |
| Wohnwirtschaftsgebäude                                 | Wohnwirtschaftsgebäude                                 | Bergstraße 30 Lage                   | Traufständiges Wohnwirtschaftsgebäude | Vom frühen 19. Jh. bis frühes 20. Jh. |       |
| Wohn- und Geschäftshaus                                | Wohn- und Geschäftshaus                                | Bergstraße 33 Lage                   | Wohn- und Geschäftshaus - zweigeschossiger Rähmbau mit Fachwerk und Krüppelwalmdach                                                         | Ende 19. Jh.                          |       |
| Wohnhaus                                               | Wohnhaus                                               | Bergstraße 39 Lage                   | bäuerliches Wohnhaus | um 1920                               |       |
| Bild gesucht BW                                        | Hospital                                               | Brauhausstraße 1 Lage                | Hospital - eingeschossiger langgestreckter Fachwerkbau                                                                                      | dat. 1660 bzw. 1680                   |       |
| Wohnhaus                                               | Wohnhaus                                               | Gieselwerder Straße 11 Lage          | Wohnhaus | um 1930                               |       |
| Wohnhaus                                               | Wohnhaus                                               | Gieselwerder Straße 17 Lage          | Traufständiges eingeschossiges Wohnhaus | 1930                                  |       |
| Wohnhaus                                               | Wohnhaus                                               | Gieselwerder Straße 20 Lage          | Giebelständiges Wohnhaus | Anfang der 20er Jahres des 20. Jh.    |       |
| Wohngebäude                                            | Wohngebäude                                            | Gieselwerder Straße 24 Lage          | Zweigeschossiges Wohngebäude | 30er Jahres des 20. Jh.               |       |
| Wohnhaus                                               | Wohnhaus                                               | Gieselwerder Straße 28 Lage          | Wohnhaus mit Krüppelwalmdach | 30er Jahre 20. Jh.                    |       |
| Hofanlage                                              | Hofanlage                                              | Hohe Breite 11 Lage                  | Kleinbäuerliche Hofanlage mit Wohnhaus | 30er Jahre 20. Jh.                    |       |
| weitere Bilder                                         | Ehemalige Klosterkirche                                | Kloster Lage                         | Sachgesamtheit Kloster: Ehemalige Klosterkirche St. Georg und Maria (siehe auch: Taufstein der Klosterkirche Lippoldsberg)                  | ca. 1140 bis 1151                     |       |
| Sog. Klosterhaus                                       | Sog. Klosterhaus                                       | Kloster Lage                         | Sachgesamtheit Kloster: Sog. Klosterhaus - Bruchsteinbau mit Fachwerkobergeschoss als ursprünglicher Westflügel des romanischen Kreuzganges | zwischen 1140 und 1151                |       |
| Wohn- und Wirtschaftsgebäude                           | Wohn- und Wirtschaftsgebäude                           | Kloster Lage                         | Sachgesamtheit Kloster: Wohn- und Wirtschaftsgebäude der ehem. Domäne                                                                       | nach 1848                             |       |
| Nohl-Haus                                              | Nohl-Haus                                              | Kloster Lage                         | Sachgesamtheit Kloster: Nohl-Haus - Verputzter Massivbau mit Fachwerkobergeschoss in Rähmbauweise                                           | Ende 17. Jh.                          |       |
| Mauer mit Toreinfahrt                                  | Mauer mit Toreinfahrt                                  | Kloster Lage                         | Sachgesamtheit Kloster: Mauer mit Toreinfahrt - rundbogiges barockes Tor                                                                    |                                       |       |
| Klosterhof                                             | Klosterhof                                             | Klosterhof 1, 2, 3, 4, 6, 8, 10 Lage | Klosterhof |                                       |       |
| Längsdielenhaus                                        | Längsdielenhaus                                        | Marktstraße 3 Lage                   | Längsdielenhaus - Mischbau mit giebelseitiger Rähmfassade und Ständerbauweise                                                               | frühes 18. Jh.                        |       |
| Ständerbau                                             | Ständerbau                                             | Marktstraße 7 Lage                   | Traufständiger barocker Ständerbau | dat. 1733                             |       |
| Längsdielenhaus                                        | Längsdielenhaus                                        | Marktstraße 13 und 15 Lage           | Längsdielenhaus - Mischbauweise mit Ständerkonstruktion                                                                                     | dart. 1695                            |       |
| Längsdielenhaus                                        | Längsdielenhaus                                        | Marktstraße 21 Lage                  | Längsdielenhaus in Ständerbauweise | dat. 1735                             |       |
| Längsdielenhaus                                        | Längsdielenhaus                                        | Mühlenstraße 1 Lage                  | Längsdielenhaus - Ständerbau in einfachem Fachwerk                                                                                          | um 1700                               |       |
| Ehemalige Schmiede                                     | Ehemalige Schmiede                                     | Mühlenstraße 5 Lage                  | Ehemalige Schmiede - zweigeschossiger Rähmbau in einfachem dünnen Fachwerk                                                                  | Ende 19. Jh.                          |       |
| Bild gesucht BW                                        | Fachwerkhaus                                           | Mühlenstraße 9 Lage                  | Traufständiges Fachwerkhaus | 1741                                  |       |
| Fachwerkständerbau                                     | Fachwerkständerbau                                     | Platz 3 Lage                         | Traufständiger, zweigeschossiger Fachwerkständerbau                                                                                         | Mitte 18. Jh.                         |       |
| Ständerbau                                             | Ständerbau                                             | Platz 4 Lage                         | Traufständiges kleines Tagelöhnerhäuschen, zweigeschossiger Ständerbau                                                                      | frühes 18. Jh.                        |       |
| Bild gesucht BW                                        | Fachwerkgebäude                                        | Platz 13 Lage                        | Traufständiges zweigeschossiges Fachwerkgebäude, Rähmbau                                                                                    | um 1800                               |       |
| Fachwerkrähmbau                                        | Fachwerkrähmbau                                        | Platz 19 Lage                        | Traufständiger, zweigeschossiger Fachwerkrähmbau                                                                                            | um 1800                               |       |
| Brücke                                                 | Brücke                                                 | Schäferhof Lage                      | Sandsteinbrücke | frühes 19. Jh.                        |       |
| Hofanlage                                              | Hofanlage                                              | Schäferhof 1 Lage                    | Hofanlage bestehend aus Wohnhaus, Speichergebäude, Scheune mit Stall und Bauerngarten                                                       | Anfang 19. Jh.                        |       |
| Ehemal. Wiegehaus und Eisenmagazin                     | Ehemal. Wiegehaus und Eisenmagazin                     | Schäferhof 2 Lage                    | Ehemal. Wiegehaus und Eisenmagazin | dat. 1819                             |       |
| Ehemal. Hammerhalle                                    | Ehemal. Hammerhalle                                    | Schäferhof 2 Lage                    | Ehemal. Hammerhalle | dat. 1759, umgebaut 1819              |       |
| Mühlengebäude                                          | Mühlengebäude                                          | Schäferhof 11 Lage                   | Mühlengebäude - Giebelständiger zweigeschossiger Rähmbau                                                                                    | im mittleren 19. Jh.                  |       |
| Fachwerkgebäude                                        | Fachwerkgebäude                                        | Schäferhof 12 Lage                   | Traufständiges Fachwerkgebäude, Rähmbau in regelmäßigem konstruktivem Fachwerk                                                              | 2. Hälfte 18. Jh.                     |       |
| Fachwerkscheune                                        | Fachwerkscheune                                        | Schäferhof 13 Lage                   | Fachwerkscheune | um 1700                               |       |
| Fachwerkwohnhaus                                       | Fachwerkwohnhaus                                       | Schäferhof 13 Lage                   | Fachwerkwohnhaus, Rähmbau | Anfang 19. Jh.                        |       |
| Längsdielenhaus                                        | Längsdielenhaus                                        | Schäferhof 18 Lage                   | Längsdielenhaus - Ständerbau in Fachwerk | dat. 1702                             |       |
| Bild gesucht BW                                        | Pfarrhaus                                              | Schäferhof 19 Lage                   | Pfarrhaus - zweigeschossig | 1688                                  |       |
| Längsdielenhaus                                        | Längsdielenhaus                                        | Schäferhof 20 Lage                   | Längsdielenhaus - Ständerbau in Fachwerk | dat. 1714                             |       |
| Ehemal. Hirtenhaus                                     | Ehemal. Hirtenhaus                                     | Schäferhof 22 Lage                   | Ehemal. Hirtenhaus - traufständiger zweigeschossiger Rähmbau                                                                                | spätes 18. Jh.                        |       |
| Schulgebäude                                           | Schulgebäude                                           | Schulstraße 5 Lage                   | Schulgebäude - Zweigeschossiger Backsteinbau                                                                                                | dat. 1906                             |       |
| Fachwerkwohnhaus                                       | Fachwerkwohnhaus                                       | Schulstraße 10 Lage                  | Traufständiges Fachwerkwohnhaus - zweigeschossiger Rähmbau in Fachwerk                                                                      | um 1910                               |       |
| Ständerbau und seitlicher Anbau in Fachwerk            | Ständerbau und seitlicher Anbau in Fachwerk            | Vogtei 7 und 5 Lage                  | Ständerbau und seitlicher Anbau in Fachwerk                                                                                                 | dat. 1749                             |       |
| Traufständiges Wohnhaus - eingeschossiger Backsteinbau | Traufständiges Wohnhaus - eingeschossiger Backsteinbau | Vogtei 12 Lage                       | Traufständiges Wohnhaus - eingeschossiger Backsteinbau                                                                                      | Anfang 20. Jh.                        |       |
| Katholische Kirche St. Maria Goretti                   | Katholische Kirche St. Maria Goretti                   | Vogtei 14 Lage                       | Katholische Kirche St. Maria Goretti | 1957                                  |       |
| Langgestrecktes Fachwerkhaus - niedriger Ständerbau    | Langgestrecktes Fachwerkhaus - niedriger Ständerbau    | Weserstraße 3 Lage                   | Langgestrecktes Fachwerkhaus – niedriger Ständerbau                                                                                         | frühes 18. Jh. (dat. 1650)            |       |